# Cymothoe gerresheimi
Cymothoe gerresheimi är en fjärilsart som beskrevs av Heinrich Neustetter 1912. Cymothoe gerresheimi ingår i släktet Cymothoe och familjen praktfjärilar. Inga underarter finns listade i Catalogue of Life.